# 地中海航空貨物
地中海航空貨物（英語: Mediterranean Air Freight）はギリシャのアテネに本社を持つ貨物航空会社。アテネ国際空港をハブ空港として、ギリシャ国内の貨物輸送を行っている。スウィフトエアの完全子会社。

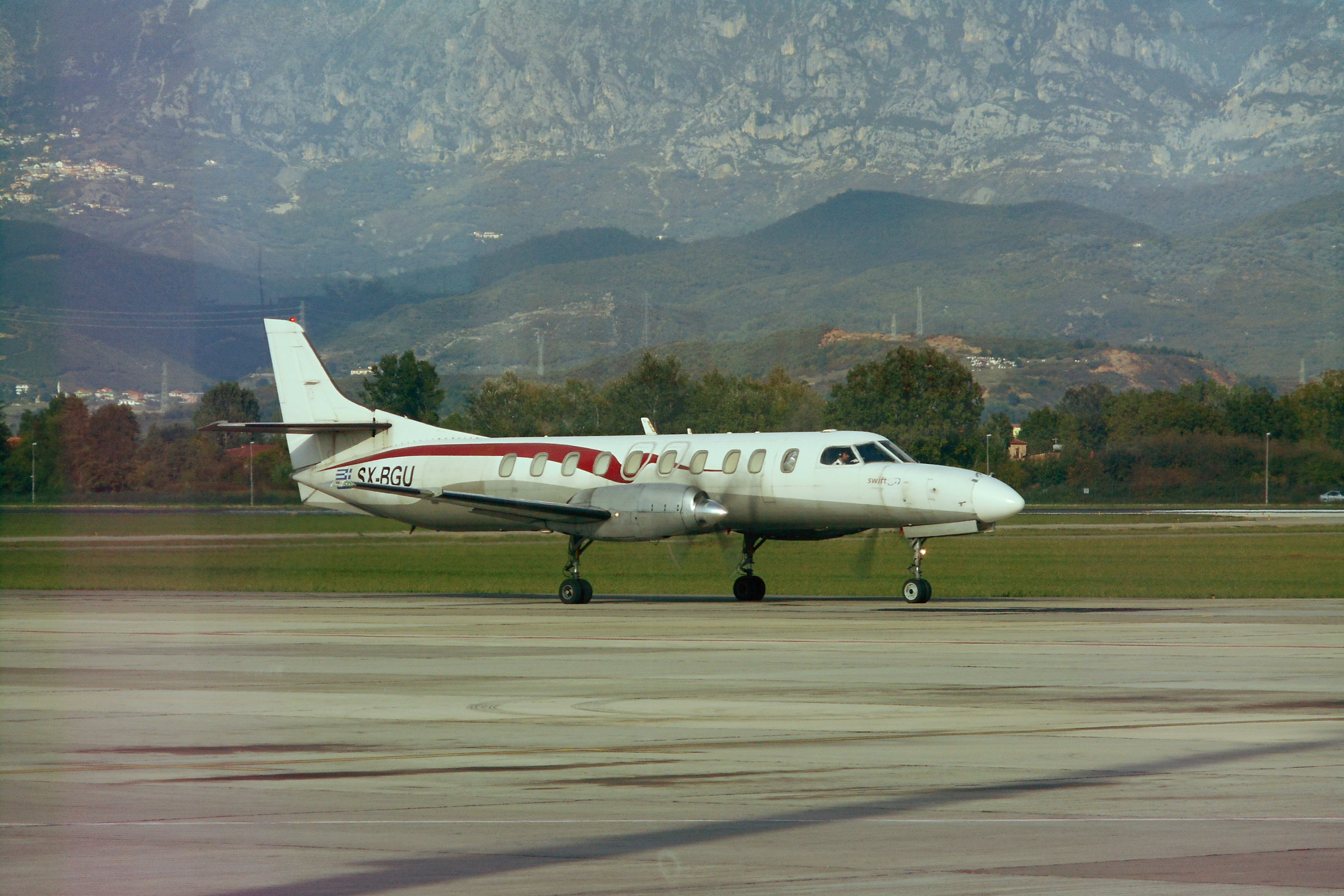
フェアチャイルド メトロⅢ

## 沿革
2003年6月にスウィフトエアの完全子会社として創立、操業を開始。

## 保有機材
2007年3月時点
- フェアチャイルド スウェアリンジェンメトロIII 3機
- フェアチャイルド スウェアリンジェンメトロ23 1機